# Psechridae
Psechridae Simon, 1890 è una famiglia di ragni appartenente all'infraordine Araneomorphae.

## Etimologia
Il nome deriva dal greco ψηχρός, psechròs cioè tritato finemente, sminuzzato, macinato, anche se non ne è ben chiaro il motivo, ed il suffisso -idae, che designa l'appartenenza ad una famiglia.

## Caratteristiche
Sono i ragni più grandi provvisti di cribellum e costruiscono ragnatele della forma simile a quelle dei Lycosidae. Il corpo ha lunghezza minima di 2 centimetri e l'estensione delle tele può superare il metro. Hanno le zampe notevolmente allungate, in particolare l'ultimo paio è molto flessibile.

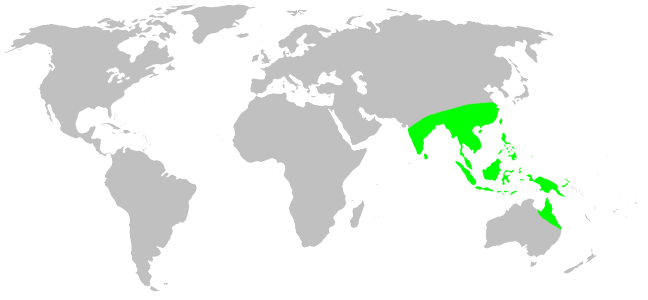
Psechridae, distribuzione

## Comportamento
Le femmine trasportano il sacco ovigero con i cheliceri come fanno i Pisauridae, sprovvisti di cribellum, cui tassonomicamente sono ritenuti parenti prossimi. Altro carattere in comune con i ragni sprovvisti di cribellum sono le cure parentali date alla nidiata. I loro habitat preferiti sono quelli ipogei, in particolare le caverne, sotto al cui soffitto costruiscono queste grandi ragnatele.

## Distribuzione
Sono diffusi nei paesi che si affacciano sull'Oceano Pacifico, come ad esempio in Cina, Myanmar, nelle Filippine e in Thailandia.

## Tassonomia
Attualmente, a novembre 2020, si compone di 2 generi e 61 specie:
- Fecenia Simon, 1887 - Asia orientale (Cina), Asia sudorientale (Myanmar, Thailandia, Laos, Malaysia, Filippine, Singapore, India, Sri Lanka), dall'Indonesia all'Australia
- Psechrus Thorell, 1878 - Asia sudorientale (Laos, Thailandia, Filippine, India, Vietnam, Cambogia, Myanmar, Sri Lanka), Asia orientale (Cina, Taiwan), Indonesia, Australia